# Yes (gâteau)
Cet article concerne la pâtisserie. Pour les autres significations, voir Yes (homonymie).
Yes est une pâtisserie industrielle moelleuse sous forme de barre, fourrée à la crème confiseur au cacao, enrobée de chocolat noir et décorée avec du chocolat au lait, produite par la société Nestlé depuis les années 1980.
Commercialisé le plus classiquement par sachet de trois barres conditionnées à l'unité, Yes est également décliné au goût noisette.
Après avoir disparu des rayons en 1998, il est à nouveau commercialisé en Allemagne depuis 2011, en France depuis 2013.

## Principaux ingrédients
Chocolat noir, chocolat au lait, pâte de cacao, sucre, beurre de cacao, lactose, Brandy, beurre fondu, œufs entiers sucrés, crème confiseur au cacao, lécithine de soja, graisse végétale, sirop de glucose-fructose, cacao maigre, huile végétale, farine de blé, amidon de blé, lait entier en poudre, lactosérum en poudre, glycérol, sel, arômes, carbonate d'ammonium, acétate de sodium.